# Dwayne Miller
Dwayne Miller, född 14 juli 1987, är en jamaicansk fotbollsmålvakt som spelar för Eskilstuna City. Han har representerat Jamaicas landslag. Miller är känd för att vara en atletisk och reflexsnabb målvakt.

## Karriär
Miller spelade för Syrianska mellan åren 2010 och 2013. I augusti 2014 skrev Miller på för Landskrona BoIS, vilket dock var efter det svenska transferfönstret hade stängt. Landskrona blev tvungna att söka dispens för övergången, men SvFF beviljade inte dispensen och övergången blev därför inte av. I mars 2015 återvände Miller till Syrianska FC.
I maj 2021 värvades Miller av division 2-klubben Eskilstuna City. Han debuterade den 5 juni 2021 i en 2–1-förlust mot Arameisk-Syrianska IF.